# 400 Ducrosa
400 Ducrosa là một tiểu hành tinh ở vành đai chính. Nó được Auguste Charlois phát hiện ngày 15.3.1895 ở Nice, và được đặt theo tên nhà thiên văn học J. Ducros.